# Work Flow Language
Work Flow Language (ou Fluxo de Processo) é uma linguagem de programação em sistema de computadores, como descricão e controle de trabalho de sistemas Burroughs large systems, incluindo o Unisys series Burrought MCP e seus sistemas operativos. Desenvolvido pouco depois de B5000 em 1961, WFL e a ClearPath equivalente do Job Control Language (JCL) nos sistemas IBM mainframe e shell scripts de sistemas operativos unixlike. Ao contrário de JCL, WFL é uma linguagem de alto nível completa com subroutinas (procedimentos e funções) com argumentos em parâmetros e controle de alto nível sobre instruções fluxo (flow). Os programas WFL são compilados para executáveis binários como outros subjectos MCP.
A linguagem de programação WFL  é utilizada para operações de alto nível do sistema, como correr trabalhos, mover e copiar ficheiros, funcionalidades extras de recuperação. Assim não se categoriza como uma linguagem de uso geral que iria ser utilizada em trabalhos de computação normais. Por exemplo pode abrir e fechar ficheiros para verificar os atributos desse ficheiro; mas em WFL não consegue ler nem editar o seu conteúdo - que se pode fazer numa linguagem de uso geral.